# 哈密尔顿 (安大略)
汉密尔顿（當地華人又譯作咸美頓，蛤蟆屯或海明頓）是加拿大安大略省東南部的一座港口城市，位於多倫多以西及尼亞加拉瀑布以北。據2011年加拿大人口普查所示，咸美頓市內有519,949名居民。咸美頓的都會區則包含鄰近的伯靈頓市和格里姆斯比鎮，2011年人口為721,053人；自1981年起，咸美頓都會區人口一直位居全國第九及安省第三。
1812年戰爭後，商人暨政治家佐治·漢密尔顿（George Hamilton）著手打造一座小鎮。1846年，漢密尔顿正式成為法定城市。及後經過多年演變，汉密尔顿發展成安大略湖西岸金馬蹄地區的重要工業樞紐。2001年，漢密尔顿與咸美頓-溫特沃斯區（Hamilton-Wentworth Regional Municipality）轄下的數個小鎮合併，成為現時的漢密尔顿市。合併後的漢密尔顿市為一個單層次行政區，對上不設縣或區級行政架構。
汉密尔顿的本土經濟以往靠重工業及鋼鐵業帶動，故該城亦有「鋼鐵城」（Steel City）之稱，但近年來則倚重如醫療業等的服務業。漢密尔顿市內主要有兩所專上學院，分別為麥克馬斯特大學及莫霍克學院（Mohawk College）。另外，市內有多處旅遊點、名勝及古蹟，如皇家植物園（Royal Botanical Gardens）、加拿大戰機博物館（the Canadian Warplane Heritage Museum）、布魯斯遠足徑（the Bruce Trail）及全國首家蒂姆·霍頓斯咖啡店等。
汉密尔顿的郵政編碼前綴是L8E至L8W；電話地區編碼則為905及289。

## 歷史
早在殖民前時期，中立原居民（Neutral Indians）已活躍於當地，但後來被與英國人結盟的易洛魁聯盟（又稱六國聯盟）驅趕；當時易洛魁聯盟正對抗著與法國人結盟的休倫族人（Huron）。市內其中一條主要道路莫霍克道（Mohawk Road）便是由六國其中一員莫霍克族開闢，並以其命名；現時下城區（lower city）的國王街（King Street）原本亦是莫霍克道的一部分。

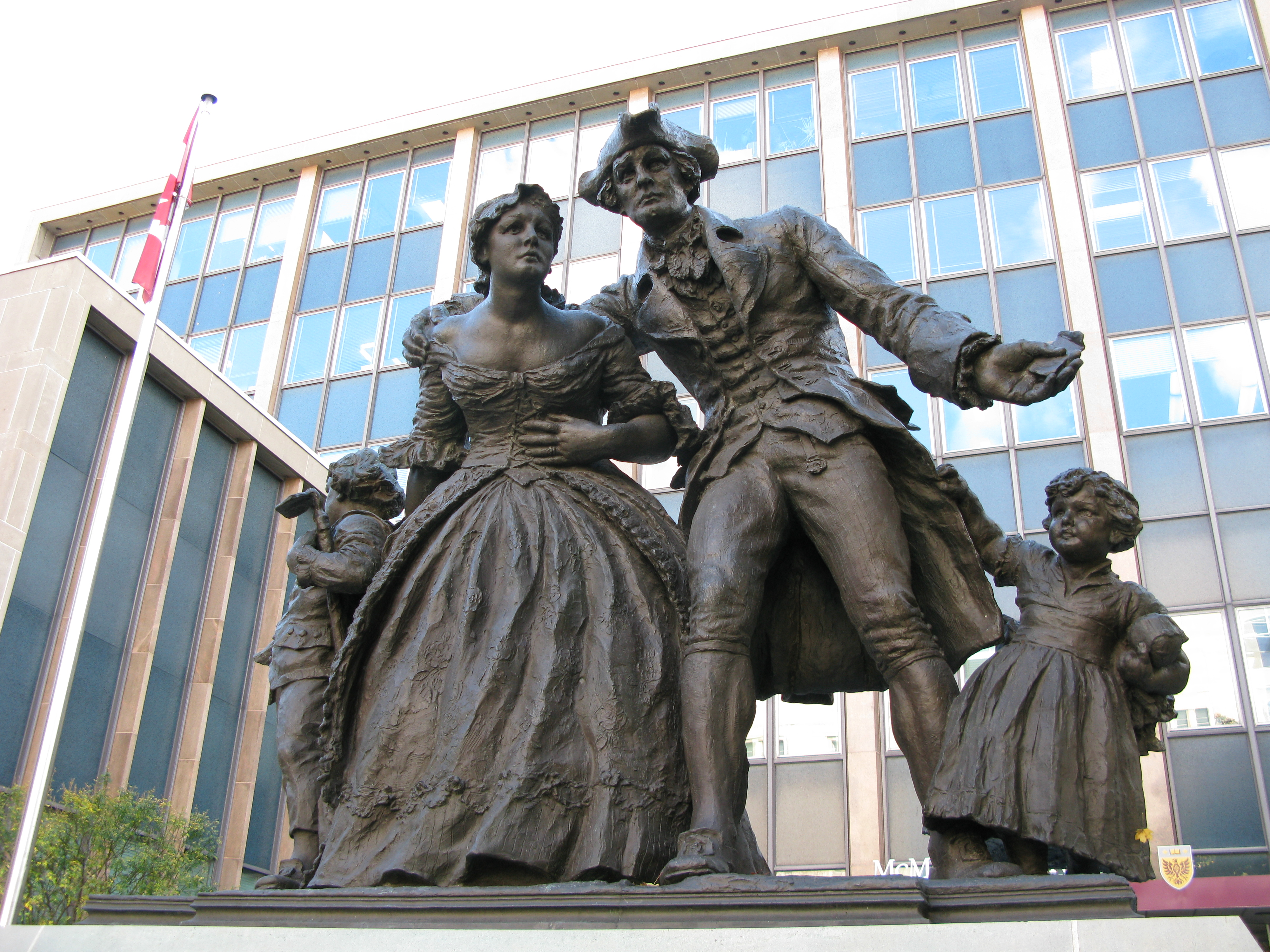
位於汉密尔顿市中心的聯合帝國忠誠團體紀念雕塑

美國獨立戰爭後，大批效忠英王的十三州殖民者遷居至上加拿大，並獲得「聯合帝國忠誠團體」（United Empire Loyalist）的稱號。到了1784年，該批殖民為數約1萬人，主要聚居在尼亞加拉﹑昆提灣（Bay of Quinte）一帶及安大略湖與蒙特婁之間的一段聖勞倫斯河流域。不久，很多美國人也被當地價錢相宜的農地吸引過來。同時間，大量忠於英國的易洛魁人亦從美國移居至此，並於安大略湖西岸定居。
1788年，上加拿大政府進行了地方調查，確定了人們把這地方叫作「湖首」（"the Head of the Lake"）。1791年，位於這個地方，本隸屬於上加拿大省林肯鎮（Lincoln Township）的巴頓小鎮（Barton Township）成立。直至25年後的1816年，巴頓小鎮變成了溫特沃斯縣（Wentworth County）的一部分。
1812年戰爭後沒多久，企業家兼政治家佐治·汉密尔顿（George Hamilton，1788年-1836年）從上加拿大立法會議員杜蘭德（James Durand）手上購入一塊257公頃，位於巴頓小鎮的租佃地（farm holdings）。1815年1月，他與來自北方的地主曉臣（Nathaniel Hughson）合作，計劃在這片土地上興建一所法院及一座監獄，以吸引人們前來投資。在汉密尔顿與曉臣授權下，杜蘭德在約克（即多倫多的前身）出席上加拿大立法會會議的同時亦在當地發放出售土地的消息，而剛巧當時的政府正籌備打造新區及新市鎮。1816年3月22日，法案通過全新的戈尔區域（Gore District）成立，汉密尔顿購入的小鎮成為區域首都。
汉密尔顿在1816年規劃市鎮時，沿用了當時在上加拿大廣泛使用的方格道路網絡設計（grid pattern）。他保留了原居民的小徑，作為貫穿市鎮東西的道路。最早期整個市鎮分為80塊地，花了至少10年時間才完全售罄。1823年興建的布靈頓運河（Burlington Canal）以及1827年落成的新法院都有助汉密尔顿於1828-29年售出更多土地。然而，他為了吸引更多經濟活動而興建的市集廣場（market square）最終卻不太奏效。

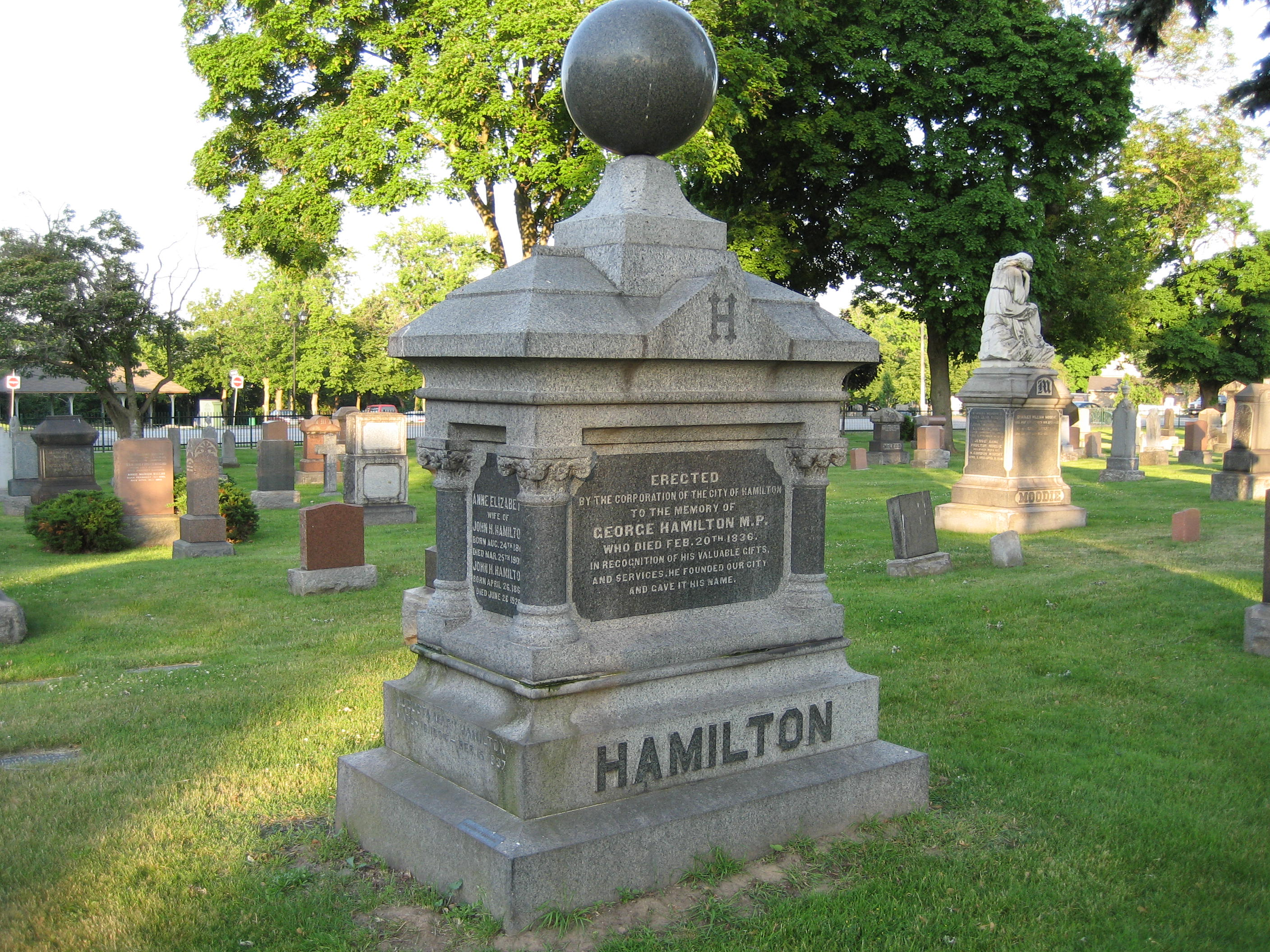
佐治·汉密尔顿的墓碑

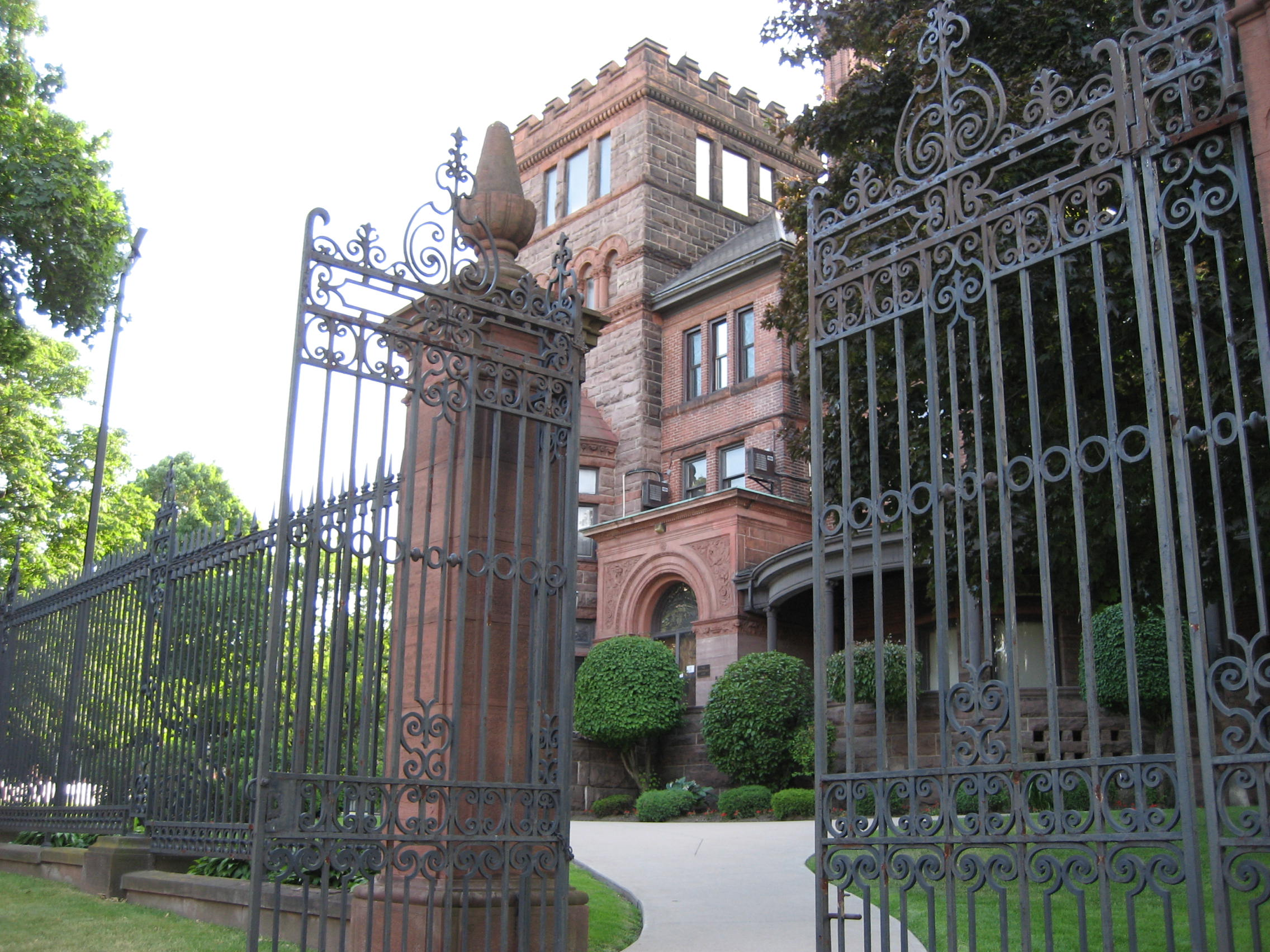
曾是汉密尔顿第27任市長George Elias Tuckett府邸的 Scottish Rite Castle (Masonic Centre)

此鎮起初還不算是戈尔區域內最重要的中心。王子廣場（Prince's Square）早於1816年劃定，但該帶首座永久性監獄待1832年才在廣場上興建。監獄落成後，根據1833年2月13日頒佈之法規，汉密尔顿成立警政委員會（police board），而城鎮的邊界亦得以確定。1846年6月9日，根據英國國會頒佈的 9 Victoria Chapter 73，汉密尔顿鎮獲得法定的城市身份。
隨著汉密尔顿市穩步發展，數座觸目的建築物亦於19世紀末在市内相繼建成，當中包括於1855年落成的加拿大共濟會會所（the Grand Lodge of Canada）、1890年落成的公共圖書館及1893年落成的萊特屋百貨商店（Right House）。加拿大首個商營電話服務公司、大英帝國首個電話交換局以及全北美洲第二個電話交換局皆於1877-78年之間在汉密尔顿市成立。
即使經歷了1906年的汉密尔顿電車公司大罷工，市內人口依然隨著工商業不斷膨脹而在1900-1914年間增長了一倍。市內兩間鋼鐵製造公司 Stelco 及 Dofasco 分別於1910年及1912年成立。寶潔公司及 Beech-Nut 包裝公司則分別於1914年及1922年在市內設廠，當時該兩家美國公司都是首次在國外設置廠房。直至60年代前，汉密尔顿的人口及經濟都保持增長，其間比較重要的事項有：
- 1929年：市內豎立了首座摩天大樓 the Pigott Building
- 1930年：麥克馬斯特大學由多倫多遷往汉密尔顿
- 1934年：全國第二間 加拿大轮胎 店鋪開張
- 1940年：機場開幕
- 1948年：Studebaker在市內設生產線[17]
- 1958年：伯靈頓灣詹姆斯·N·艾倫高架橋開放啟用
- 1964年：全國首家蒂姆·霍頓斯咖啡店開業

隨著時代改變，很多大型工業廠房都搬遷至外地，有些甚至已經結束營業。經濟亦隨之轉型至以服務業為主，如運輸業、教育及醫療服務業等。
2001年1月1日起，咸美頓-溫特沃斯區（Regional Municipality of Hamilton-Wentworth）轄下的六個城鎮汉密尔顿、安卡斯特（Ancaster）、登打士、弗拉姆伯勒（Flambourough）、格蘭布魯克（Glanbrook）及小石溪（Stoney Creek）合併，變成今日的汉密尔顿市，人口由330,121增加至490,268；睦鄰社區（neighbourhoods）亦由100個增加至200個以上。

## 地理

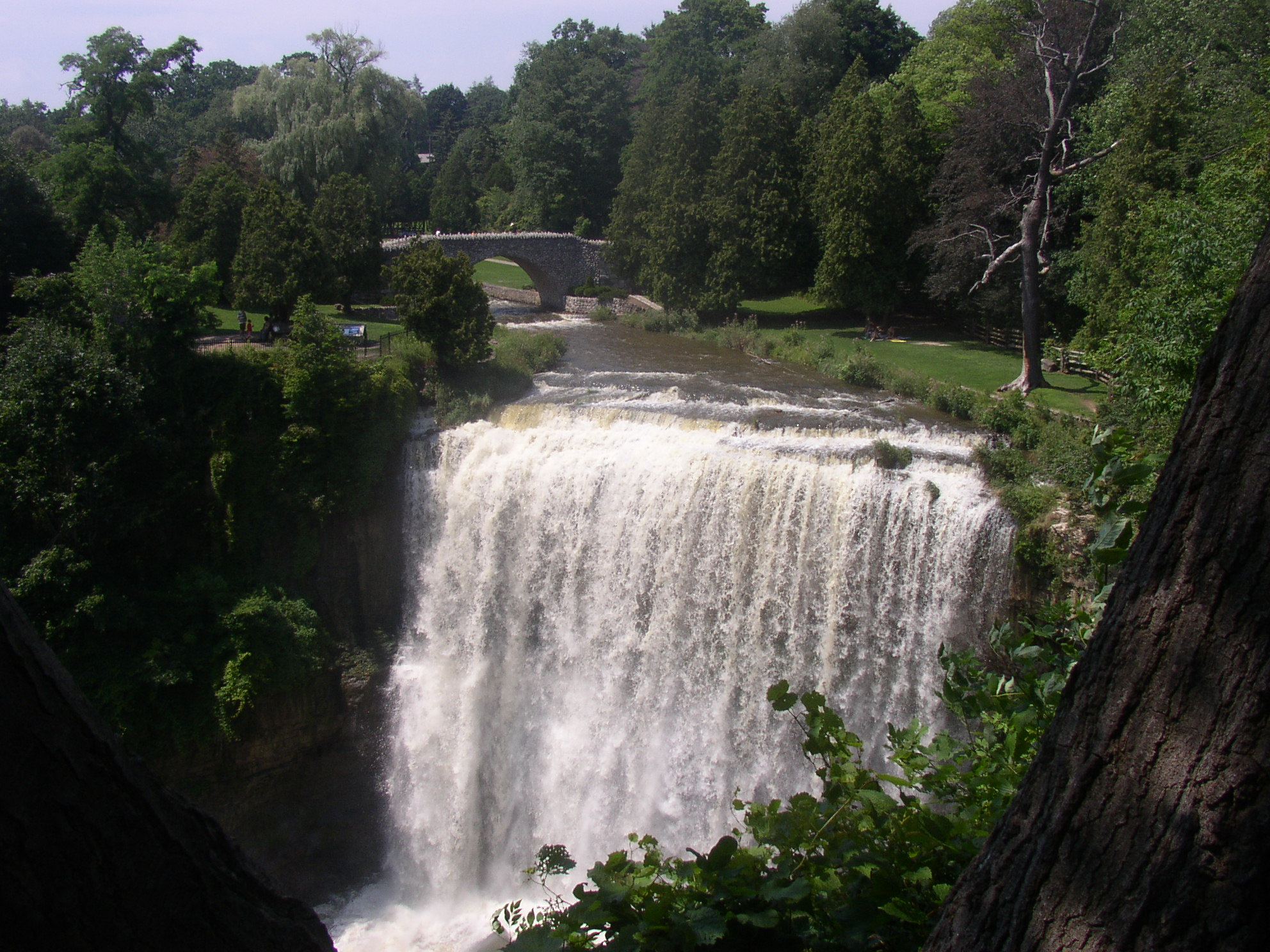
韋伯斯特瀑布（Webster's Falls）

汉密尔顿位於尼亞加拉半島西面，包圍著安大略湖最西的部份。至於城市陸地大部份範圍，包括市中心在內，都在安大略湖以南。地理位置上，汉密尔顿在金馬蹄地區的正中心，大約在多倫多與水牛城之間。汉密尔顿海港（Hamilton Harbour）可以說是「勾畫」出城市北方的邊界，而貫穿城市東西兩方的一列尼亞加拉絕壁則把城市「分割」成上下兩方。尼亞加拉絕壁往東伸延至尼亞加拉河畔的昆士頓，往西則伸延至布魯斯半島頂端的托伯莫里（Tobermory）。
最早在汉密尔顿定居的原居民叫這裡的海灣做Macassa，意謂「美麗的水域」（beautiful waters）。汉密尔顿港是個有著一大片攔門沙（sandbar）的天然港灣。攔門沙名為Beachstrip，是在上一次冰河時期沉澱下來的，而且一直往「下城區」（lower city）的東南部伸延開去，直至城市中部的陡坡。汉密尔顿的深水港口利用運河貫穿Beachstrip，運河兩岸交通由載有伊利沙伯皇后道高速公路的伯靈頓灣詹姆斯·N·艾倫高架橋及lower Canal Lift Bridge的大橋橫越其中。
市内有4500公頃（11100英畝）土地由汉密尔顿保育管理局（the Hamilton Conservation Authority）擁有﹑出租或管理，而市政府則負責營運分散於310處，合共面積1077公頃（2661英畝）的公共用地（parkland）。市内多個公園皆坐落尼亞加拉絕壁沿線。布魯斯遠足徑（Bruce Trail）差不多覆蓋著整個絕壁，而在汉密尔顿的這一段遠足徑上，沿途除了公園外還有很多懸崖和瀑布，當中超過80個瀑布已被確認，亦因此汉密尔顿又被稱為「瀑布之城」（the City of Waterfalls）。

## 氣候
汉密尔顿的氣候屬大陸性潮濕氣候，與大部份加拿大城市相比算是溫和。雖然1月平均氣溫只有攝氏零下3.6度，但由於大部份日子都在零度以上，因此每當下雪時，市面總是一片泥濘。冬季時，每年的降雪量差異頗大，平均則約113厘米。7月平均氣溫（日與夜平均數）達攝氏22.5度，而濕度則在盛夏時通常都處於很高水平。每年五月至十月上旬之間，就算日間氣溫只有30度，但加上潮濕效應後，往往令人有40度以上的感覺。
陡坡以下的「下城區」（lower city）通常比陡坡以上的「山頂」（top of "the mountain"）氣候溫和。山頂區的氣候轉變較急，換季時間較短，而且在冬季時，更容易受到越過湖面的風雪影響。因此有時候即使下城區沒有任何下雪跡象，山頂區的雪已堆積如山。陡坡的存在亦影響著夏季的天氣。由於氣溫轉換，尤其在晚間時分，市中心會比陡坡以上地區暖得多。而且陡坡形成了一道天然屏障，困住了市中心地區的煙霞，使得這股霞氣久久未能散開，有時候甚至導致市中心的能見度縮減至不夠2公里。
夏季有時會下很大的雨，但總的說來惡劣的天氣還屬罕見，除了一次受到龍捲風吹襲。2005年11月9日，該陣龍捲風摧毀了市內數百間房屋，並吹起了羅菲路初中（Lawfield Middle School）內的體育館屋頂，擊傷了兩名學生。

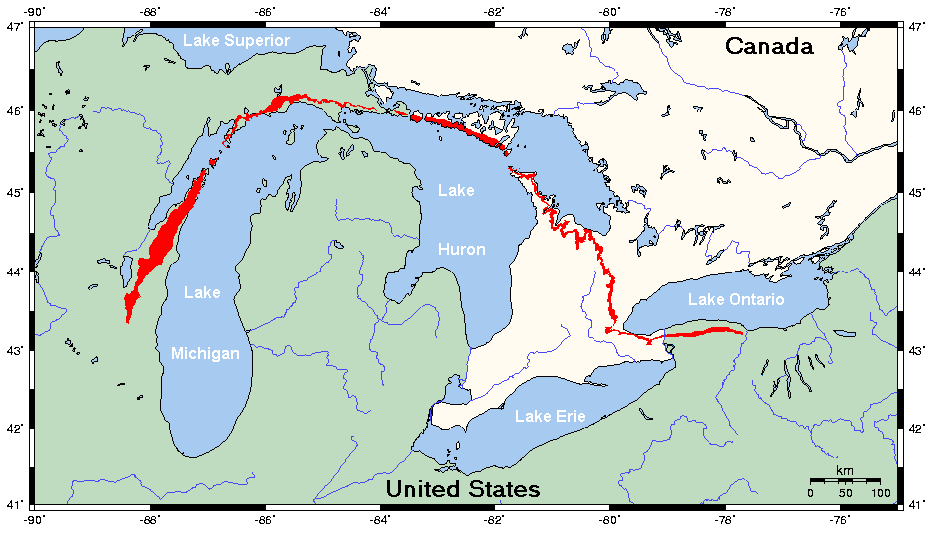
尼亞加拉峭崖及五大湖

| 哈密尔顿                                 | 哈密尔顿 | 哈密尔顿 | 哈密尔顿 | 哈密尔顿 | 哈密尔顿 | 哈密尔顿 | 哈密尔顿 | 哈密尔顿 | 哈密尔顿 | 哈密尔顿 | 哈密尔顿 | 哈密尔顿 | 哈密尔顿 |
| 月份                                     | 1月      | 2月      | 3月      | 4月      | 5月      | 6月      | 7月      | 8月      | 9月      | 10月     | 11月     | 12月     | 全年     |
| ---------------------------------------- | -------- | -------- | -------- | -------- | -------- | -------- | -------- | -------- | -------- | -------- | -------- | -------- | -------- |
| 平均高温 °C                              | −0.5     | −0.5     | 3        | 11       | 18       | 24       | 27       | 26       | 21       | 15       | 7        | 1        | 13       |
| 平均低温 °C                              | −9       | −10      | −5       | 1        | 6        | 12       | 15       | 13       | 10       | 4        | −1       | −6       | 2        |
| 平均降水量 mm                            | 65.8     | 55.3     | 74.8     | 78.0     | 75.6     | 83.9     | 86.5     | 80.6     | 82.1     | 72.5     | 78.6     | 76.6     | 910.1    |
| 平均高温 °F                              | 31       | 31       | 39       | 53       | 65       | 76       | 82       | 80       | 71       | 59       | 45       | 32       | 54       |
| 平均低温 °F                              | 15       | 14       | 22       | 34       | 44       | 54       | 60       | 57       | 51       | 40       | 30       | 20       | 37       |
| 平均降水量                               | 2.7      | 2.4      | 2.7      | 2.3      | 2.6      | 3.1      | 2.3      | 2.9      | 2.6      | 2.6      | 2.6      | 2.5      | 30.9     |
| 来源：Weatherbase and Environment Canada |          |          |          |          |          |          |          |          |          |          |          |          |          |

## 人口
| 年份   | 人口    |
| ------ | ------- |
| 1816年 | 668     |
| 1833年 | 1,000   |
| 1841年 | 3,000   |
| 1846年 | 6,832   |
| 1850年 | 10,248  |
| 1861年 | 19,096  |
| 1871年 | 26,716  |
| 1880年 | 35,009  |
| 1890年 | 44,643  |
| 1900年 | 51,561  |
| 1910年 | 70,221  |
| 1914年 | 100,808 |
| 1920年 | 108,143 |
| 1929年 | 134,566 |
| 1939年 | 155,276 |
| 1945年 | 175,364 |
| 1950年 | 192,125 |
| 1960年 | 258,576 |
| 1970年 | 296,826 |
| 1980年 | 306,640 |
| 1990年 | 307,160 |
| 2002年 | 490,268 |
| 2006年 | 504,559 |

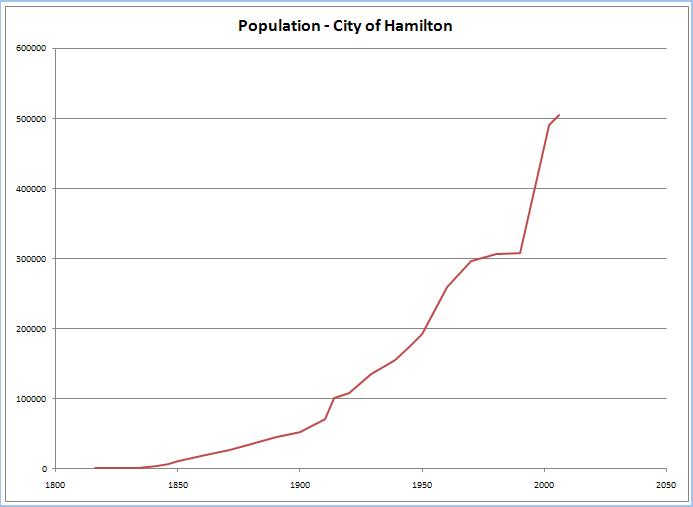
城市人口變化 (1816-2006)

根據2001年加拿大全國人口調查顯示，汉密尔顿都會區有接近662,401人，現在則有近692,911人。當中48.8%為男性，51.2%為女性。近四分一人口在國外出生，比例上為全國第三高，僅列多倫多及溫哥華之後。同時間，英裔人口（即英格蘭、蘇格蘭及愛尔蘭裔）亦佔了一個很高的比例。接近3成市民報稱是英格蘭人後裔，或有祖先來自英格蘭。而報稱是蘇格蘭後裔或有祖先來自該處的，亦佔人口的五分一。
1990年代，移居至汉密尔顿的外國人主要來自以下國家：（前）南斯拉夫、波蘭、印度、中國、菲律賓及伊拉克。2001年，全市有64000名非歐裔少數民族，佔總人口10%，比1991年的7%略有增加。非歐裔少數民族佔安省總人口19%，此比例主要是被多倫多拉高。除了50%的白人外，多倫多同時擁有眾多少數民族，如南亞裔人士（10%）、黑人（20%）、華人（17.29%）。
| 族裔     | 人口    |
| -------- | ------- |
| 加拿大人 | 193,580 |
| 英格蘭裔 | 186,815 |
| 蘇格蘭裔 | 125,490 |
| 愛尔蘭裔 | 102,955 |
| 意大利裔 | 67,885  |
| 德國裔   | 55,055  |

| 族裔     | 人口   |
| -------- | ------ |
| 法國裔   | 52,830 |
| 波蘭裔   | 33,065 |
| 荷蘭裔   | 32,330 |
| 烏克蘭裔 | 24,070 |
| 葡萄牙裔 | 14,110 |
| 匈牙利裔 | 12,925 |

| 種族              | 人口            |
| ----------------- | --------------- |
| 白人 (Caucasian)  | 582,355 (90.7%) |
| 亞裔人 (Asian)    | 13,780 (2.1%)   |
| 黑人 (Black)      | 10,830 (1.6%)   |
| 華人 (Chinese)    | 8,455 (1.3%)    |
| 混血 (mixed race) | 6,790(1%)       |

| 族裔     | 人口    |
| -------- | ------- |
| 加拿大人 | 193,580 |
| 英格蘭裔 | 186,815 |
| 蘇格蘭裔 | 125,490 |
| 愛尔蘭裔 | 102,955 |
| 意大利裔 | 67,885  |
| 德國裔   | 55,055  |

| 族裔     | 人口   |
| -------- | ------ |
| 法國裔   | 52,830 |
| 波蘭裔   | 33,065 |
| 荷蘭裔   | 32,330 |
| 烏克蘭裔 | 24,070 |
| 葡萄牙裔 | 14,110 |
| 匈牙利裔 | 12,925 |

| 種族              | 人口            |
| ----------------- | --------------- |
| 白人 (Caucasian)  | 582,355 (90.7%) |
| 亞裔人 (Asian)    | 13,780 (2.1%)   |
| 黑人 (Black)      | 10,830 (1.6%)   |
| 華人 (Chinese)    | 8,455 (1.3%)    |
| 混血 (mixed race) | 6,790(1%)       |

5歲以下人口佔全市5.8%，略高於全國平均的5.6%。14歲以下的兒童佔人口19.24%，而65歲的長者則佔14.26%，略高過全國平均的13.6%。全市平均年齡為37.8歲，與全國平均的37.6相若。
宗教方面，儘管來自世界各地的移民帶來很多不同信仰，市內最多人的依然是基督徒，佔77.56%，其中37.08%信奉基督教，而天主教的則佔35.48%（遠低於全國平均數）。大教堂基督君王圣殿主教座堂 (汉密尔顿)就是汉密尔顿天主教區所在。剩下的5%的基督徒主要信奉東正教和其他獨立教會。此外，信奉伊斯蘭教的人亦不少，有12880人，佔人口的1.96%。其餘的宗教包括猶太教、佛教、印度教等。2001年，無宗教信仰人士共有115,510人，即全市人口的17.63%。

## 經濟

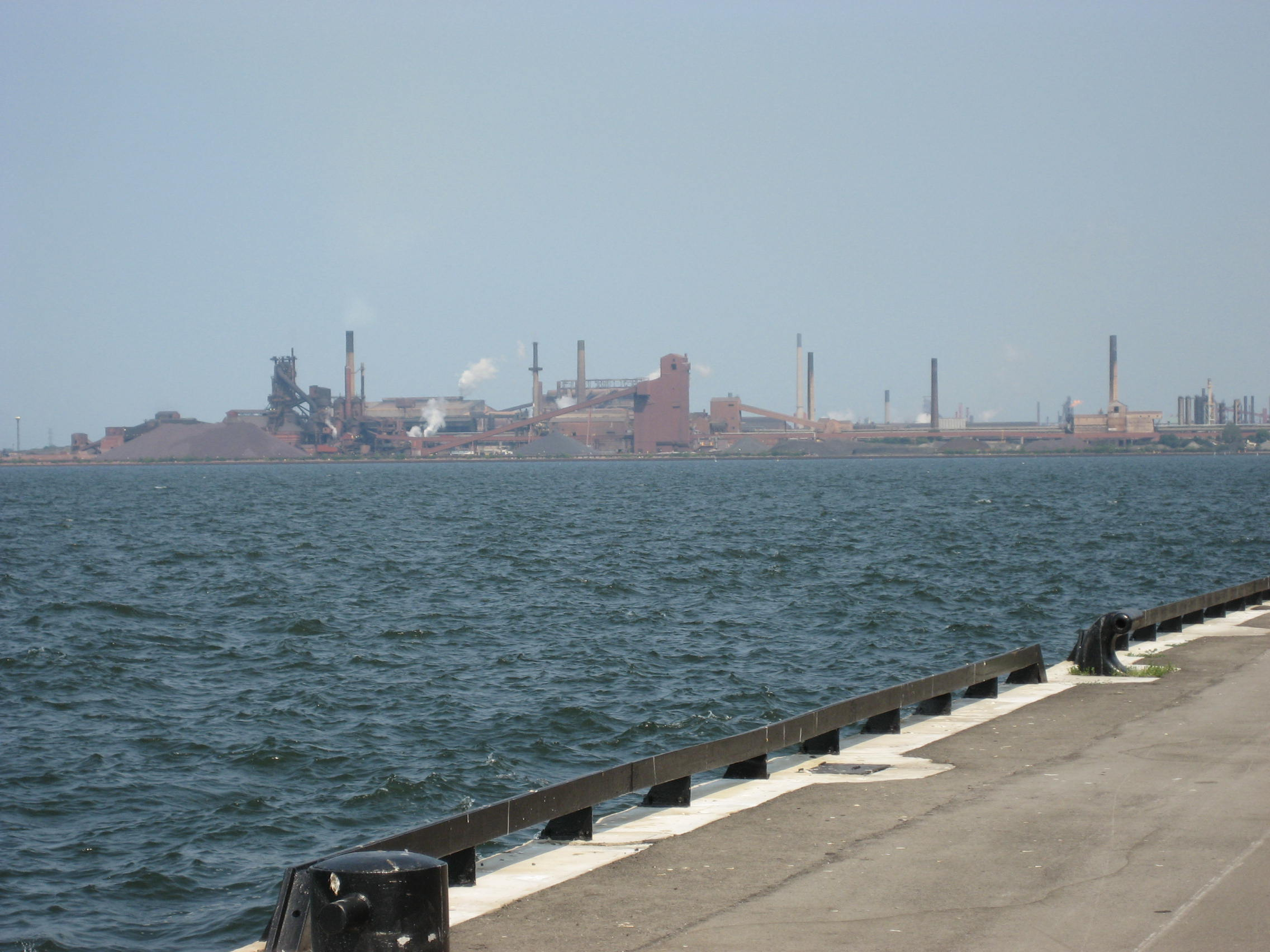
Stelco 鋼鐵廠

多倫多至汉密尔顿一帶，是全國工業最發達的地區。由奧沙華市為起點，沿著安大略湖西岸，及至尼亞加拉瀑布，是所謂的金馬蹄地區，而汉密尔顿的地理位置就在「馬蹄」的中心。根據加拿大統計局2001年人口統計，有6,704,598 居住在金馬蹄地區。很多主要工業製品，如汽車與零件、鋼鐵與其他金屬、食品、電子產品、機械產品、石油化工及煤礦產品、紙品等都在這裡出產。
2006年，加拿大政府就汉密尔顿地區的勞動市場發出一份新聞稿，報告指汉密尔顿缺乏酒店設施、貨車司機及金融人材。同時間，55%的製造業工作人口將在15年內退休。因此，安省政府亦投放大量金錢予汉密尔顿的教育界。另外，根據《加拿大商業雜誌》（Canadian Business Magazine）2006年所做的一份調查指出，汉密尔顿是安省最適合營商的地方。該項調查以可變營運資本（variable operating costs）、生活開支、非住宅建築許可證、失業率變化及犯罪率來作評核準則。與全國城市比較，汉密尔顿則名列第6。
近年經濟日漸倚重服務業，但鋼鐵業、製造業等依然主宰著汉密尔顿經濟。除此之外，個別行業如航空業、建造業及地產、科研、醫療、教育等近年發展亦不俗。

## 交通

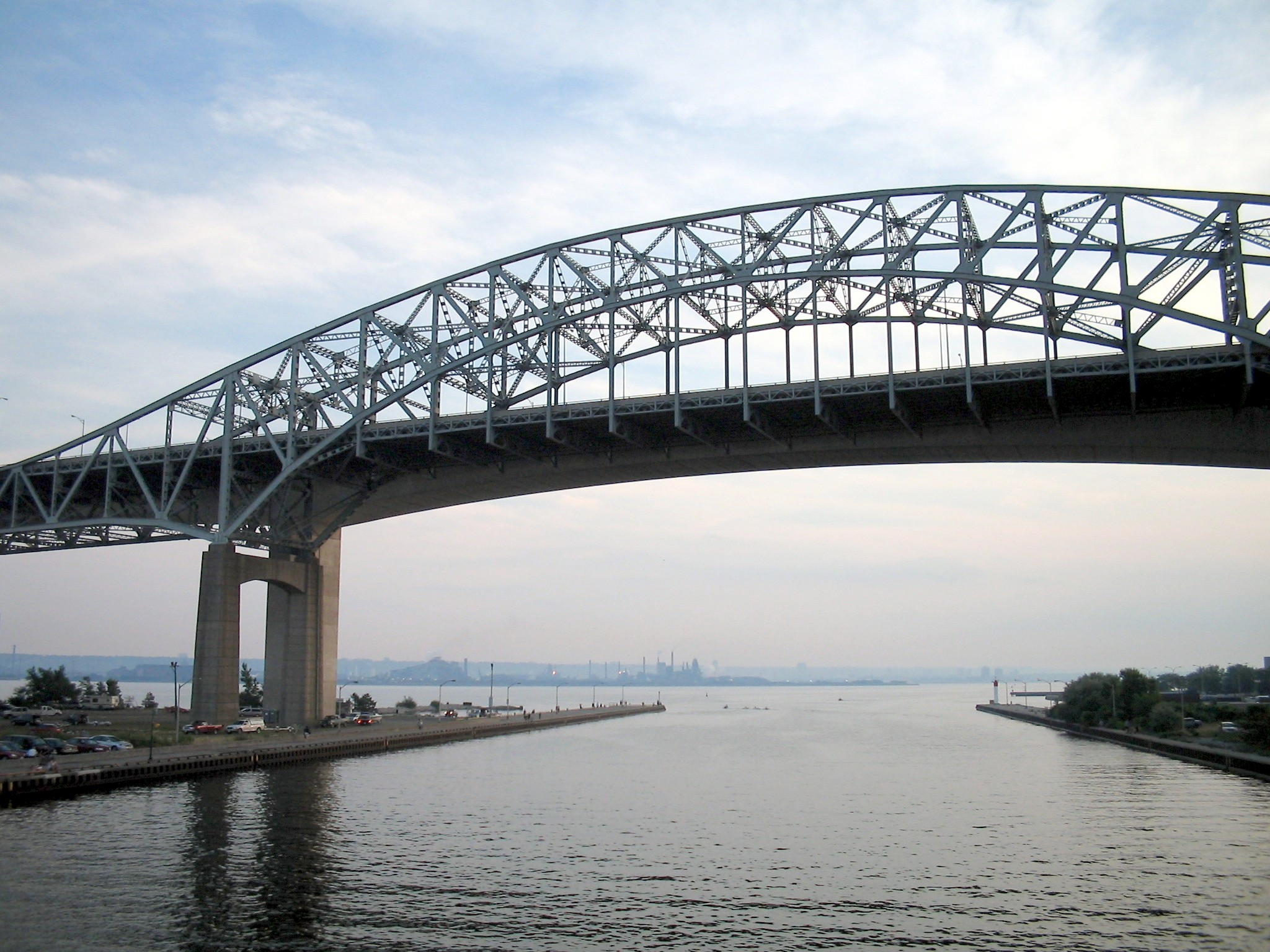
承載伊利沙伯皇后道跨越汉密尔顿港的伯靈頓灣詹姆斯·N·艾倫高架橋

安大略省政府在汉密尔顿市内維護數條省級公路，包括達致400系列高速公路資格的伊利沙伯皇后道（QEW）和403號公路，以及非高速公路規格的5號、6號和8號公路。QEW大致呈東西走向貫穿該市東部，往西經伯靈頓灣詹姆斯·N·艾倫高架橋通往伯靈頓，東通尼亞加拉區；403號公路則貫穿該市西部，西通胡士托和布蘭特福德，東達密西沙加。汉密尔顿市政府則維護市級高速公路林肯·亞歷山大園林公路和紅山谷園林公路；該兩條公路構成一條「L」字形走廊，在兩端分別駁上403號公路和QEW。此外，汉密尔顿市於2001年與咸美頓-溫特沃斯區合併後亦承繼了該區域政府的幹線編號系統，但於2004年將之簡化；現時市内僅有5號、8號、20號、52號、56號、65號、97號和99號市道的編號對外掛牌。
汉密尔顿市内的公共交通服務由市營的汉密尔顿電車公司（Hamilton Street Railway）營運。該機構過去曾營運汉密尔顿市的有軌電車系統；電車系統於1950年代被淘汰並由巴士取代，但該機構的名稱卻沿用至今。該機構現時在市内營運32條常規巴士路線和兩條季節性路線。此外，市政府現時亦研究在市内數條走廊上設置輕鐵，但項目尚未正式落實興建。
GO運輸公司旗下的湖濱西線通勤鐵路服務西端終點設於汉密尔顿市中心，自此大致沿與安大略湖湖岸平行的路軌通往多倫多市中心的聯合車站。此外，該機構亦營運數條通勤巴士線連接汉密尔顿和金馬蹄地區的其他城鎮。
雖然汉密尔顿為金馬蹄地區以至南安省的其中一座主要城市，但市内卻沒有任何城際鐵路服務停靠。最接近汉密尔顿市中心的城際車站為位於伯靈頓市西部的奧打索火車站（Aldershot Station），乘客可在此登上維亞鐵路旗下的魁北克市-溫莎走廊鐵路服務，以及由維亞鐵路和美鐵聯營，連接多倫多和紐約市的楓葉號列車。
約翰·卡尔·芒羅汉密尔顿國際機場（IATA代碼：YHM）位於汉密尔顿市南部，以2013年貨物吞吐量計算為全國第三繁忙機場。西捷航空、加拿大越洋航空和陽翼航空皆有季節性航班在此升降，來往其他美加城市和加勒比海地區旅遊熱點，當中西捷航空亦營辦定期航班來往此處和卡加利。此外，當地居民亦可使用多倫多皮尔遜國際機場，或紐約州的水牛城-尼亞加拉國際機場和尼亞加拉瀑布城國際機場前往外地。

## 政府

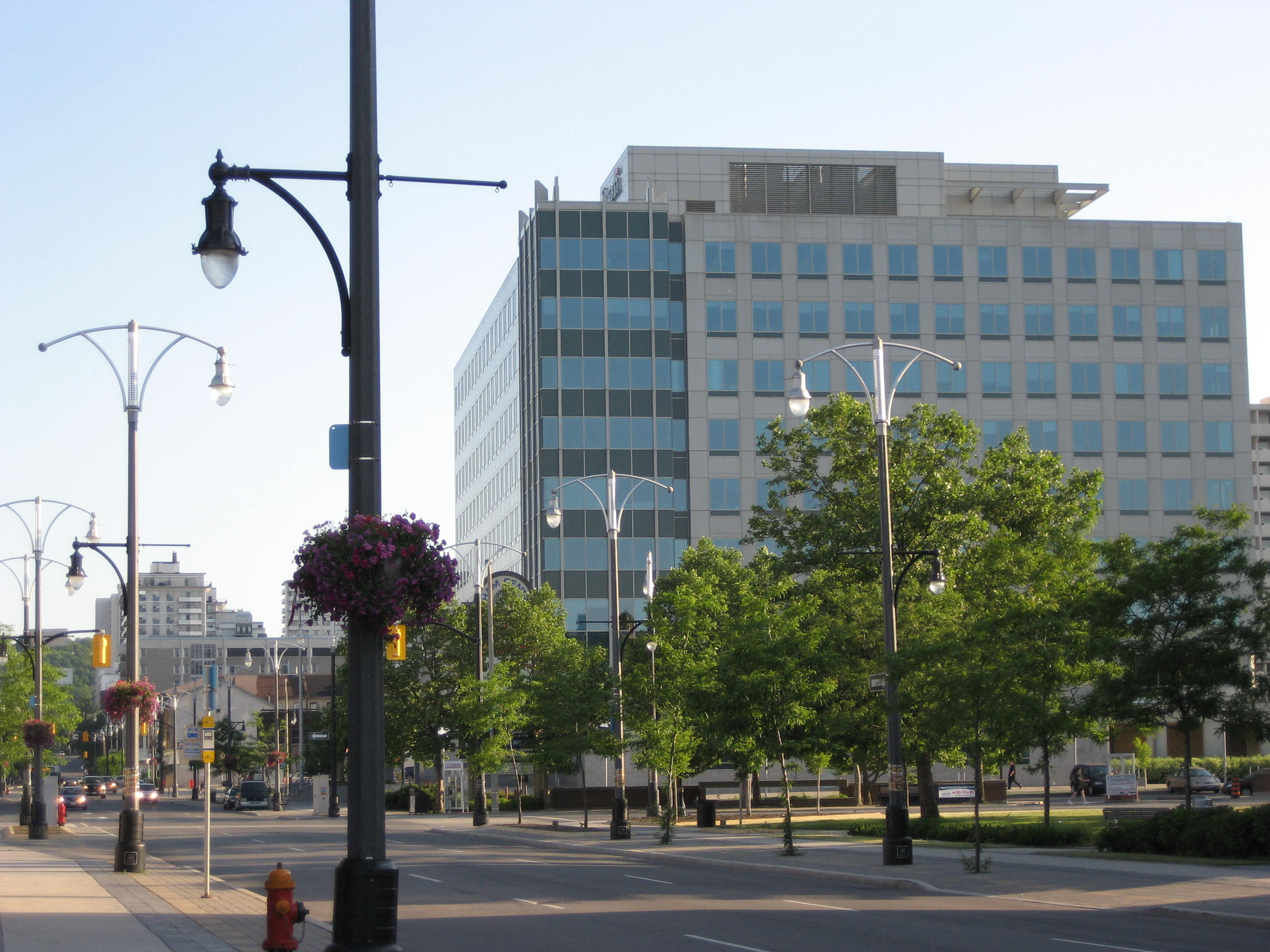
位於卑街上的聯邦政府大樓

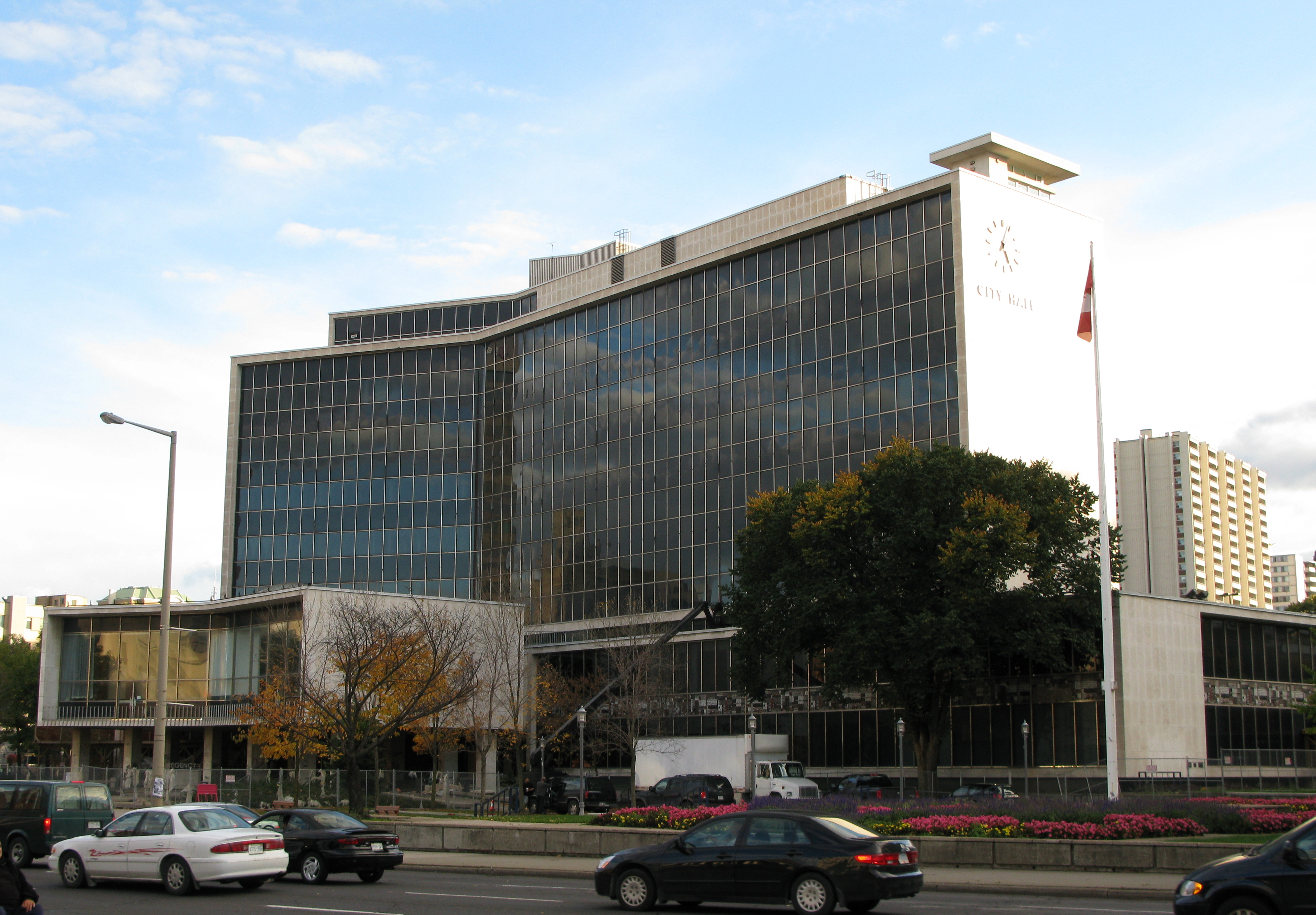
汉密尔顿市政廳

汉密尔顿市民在三個級別的政府皆有代表。市民選出5名國會下議院議員和5名省議會議員，代表汉密尔顿分別在聯邦政府和安省政府服務；市議會則由1名全民普選的市長和15名市議員組成。全市劃分成15個選區（ward divisions），市民在各自所屬選區內選出一名市議員代表。除此之外，每個選區內的市民亦可選出一名公共教育局學務委員（school board trustee）服務該區學校。
《安大略市政府法》（Municipal Act of Ontario）賦予汉密尔顿市政廳管治的權力。安省政府則有凌駕於市政府的監督特權，並有權就省內所有市政府的權力作出解釋、開放或限制。另外，省政府通過安省市政管理委員會（Ontario Municipal Board, OMB） 監管汉密尔顿市政廳。
《加拿大刑法》（Criminal Code of Canada）是就犯罪行為及懲罰下定義的主要法規。汉密尔顿警察局則負責執行聯邦及安省頒佈的法律。然而，儘管汉密尔顿警察局有權執行市政廳通過的地方法例，但通常執法的任務都會落在市政府僱佣的 Provincial Offences Officers身上。

## 教育

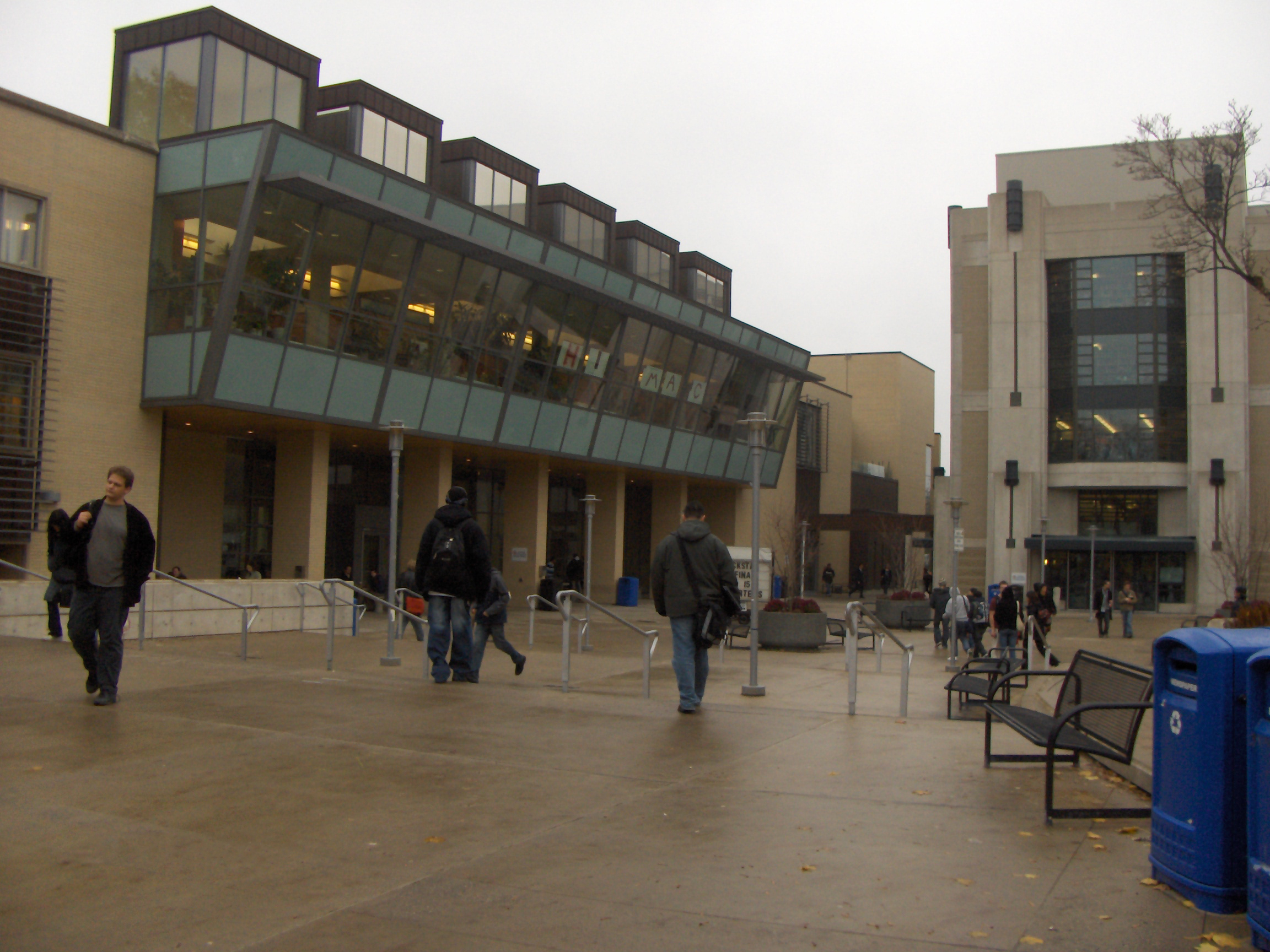
麥克馬斯特大學學生中心

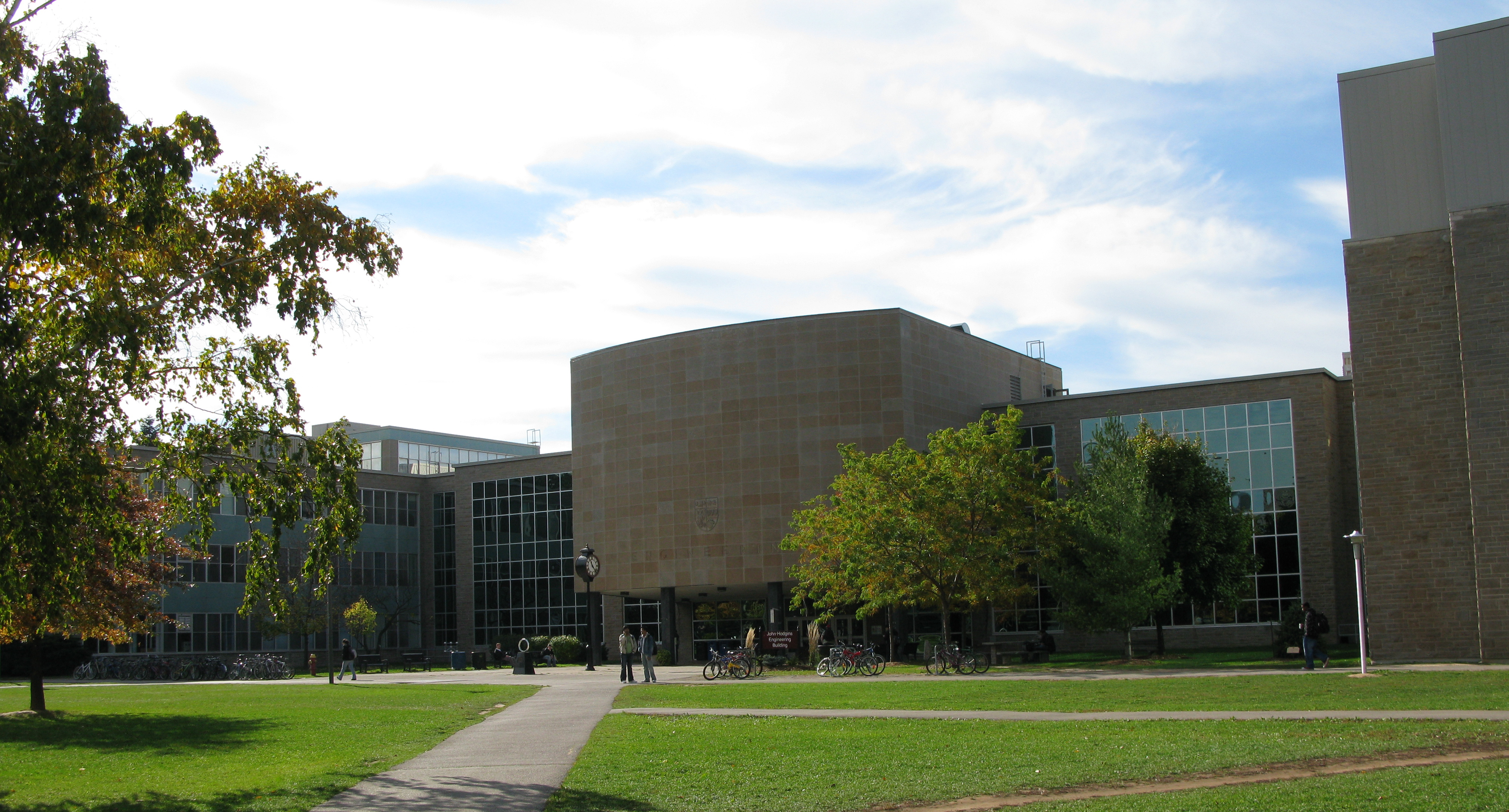
麥克馬斯特大學工程系大樓

汉密尔顿市內有好幾所專上學院，直接及間接提供教學及研究職位。1930年，麥克馬斯特大學前來設立院校。時至今日，麥大共有超過27,000名學生就讀，當中僅三分一人來自汉密尔顿或其鄰近地區。此外，主校園設於聖凱瑟琳斯的布羅克大學（Brock University）亦有在汉密尔顿設立分校，主要開辦教師訓練課程。市內其他學院包括：
- 麥克馬斯特神學院（McMaster Divinity College）是一所基督徒學院，位於麥克馬斯特大學校園内並附屬該院校，1957年起與安大略及魁北克浸信會結盟。
- 莫霍克學院（Mohawk College）是一所應用藝術及科技學院，創辦於1967年，全職學生人數約10000人[41]。
- 救世主大學院（Redeemer University College）是一所私立基督徒文理雙科大學，1982年開辦，就讀學生約1000人[42]。

汉密尔顿市內的公立幼稚園及中小學以主要授課語言和宗教背景分為四個類別，並由四間不同機構營運。咸美頓-溫特沃斯教育局（Hamilton-Wentworth District School Board）負責管理約114所英語公立學校，而咸美頓-溫特沃斯天主教教育局（Hamilton-Wentworth Catholic District School Board）則負責營運汉密尔顿都會內55所英語天主教公立學校。維亞蒙德教育局（Conseil scolaire Viamonde）負責營運市內的法語公立學校（一間小學和一間中學），而中南部天主教教育局（Conseil scolaire de district catholique Centre-Sud）則負責營運市內的法語天主教公立學校（兩間小學和一間中學）。
哥倫比亞國際學院創建於1979年，是加拿大最大的寄宿私立中學與預科學院。該學校提供初中（7、8年級）、高中（9至12年級）、大學預科、AP與ESL課程，現有來自全球60多個國家1,700名留學生。另外，希尔菲尔德学院 是整個汉密尔顿都會內唯一一所提供幼稚園至高中課程的私立學校。
登打士谷藝術學校（Dundas Valley School of Art）是一所獨立的藝術學校，自1964年起服務汉密尔顿地區，學生年齡由4歲至年老長者不等。直至2007年2月，收生人數已迫近4000大關。1998年，學校與麥克馬斯特大學聯辦一個全新的全日制文憑課程。教職員中不乏區內著名藝術家。
咸美頓藝術學院（Hamilton Conservatory for the Arts，簡稱HCA）多年來培育了區內不少具潛質的年青演員、舞蹈員、樂師、歌手及視象藝術家。校內設有錄音室、舞蹈室、雕塑室、畫廊及一個備有300座位的演奏廳。HCA為3歲至93歲人士提供超過90種課程。

## 文化

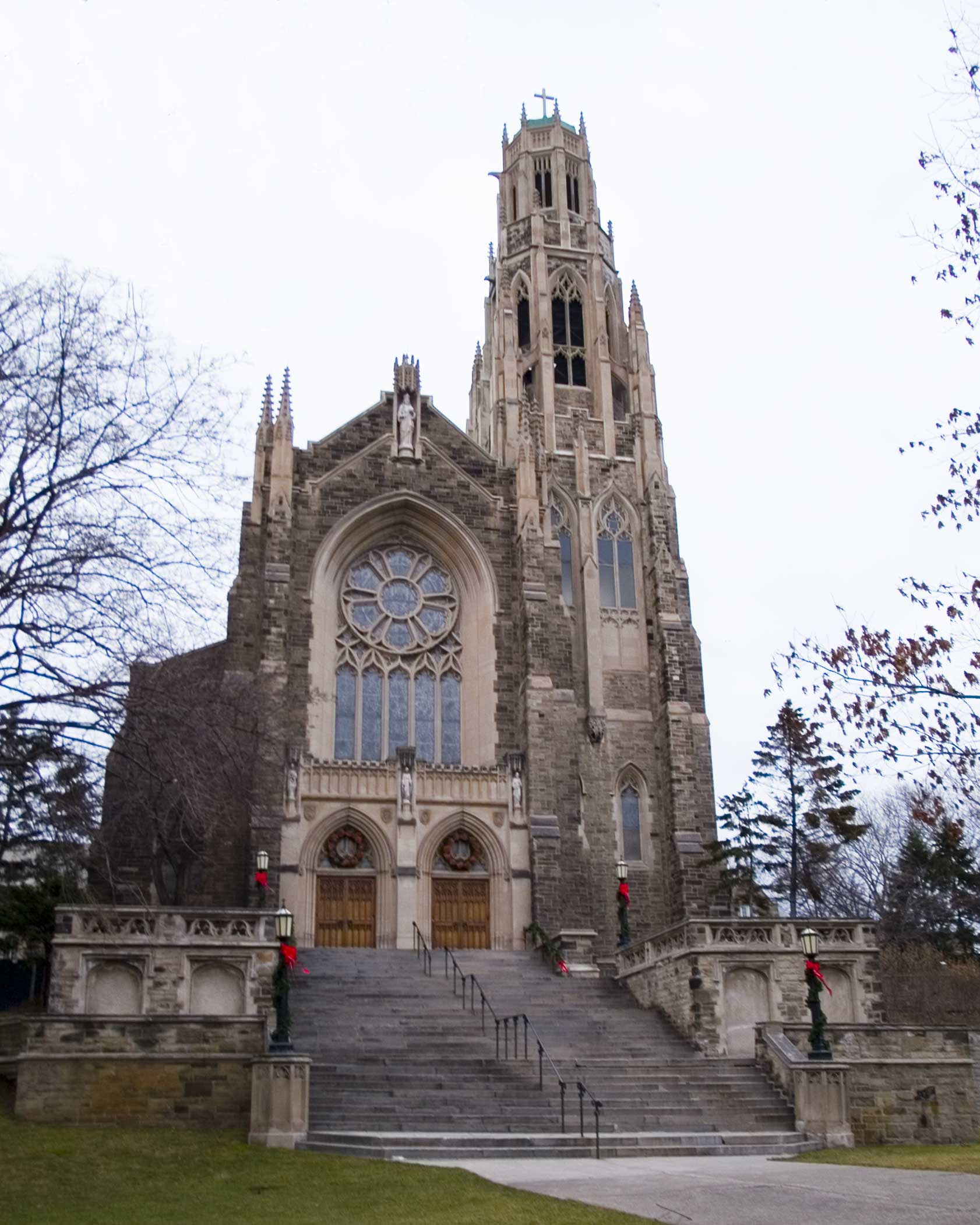
基督君王圣殿主教座堂

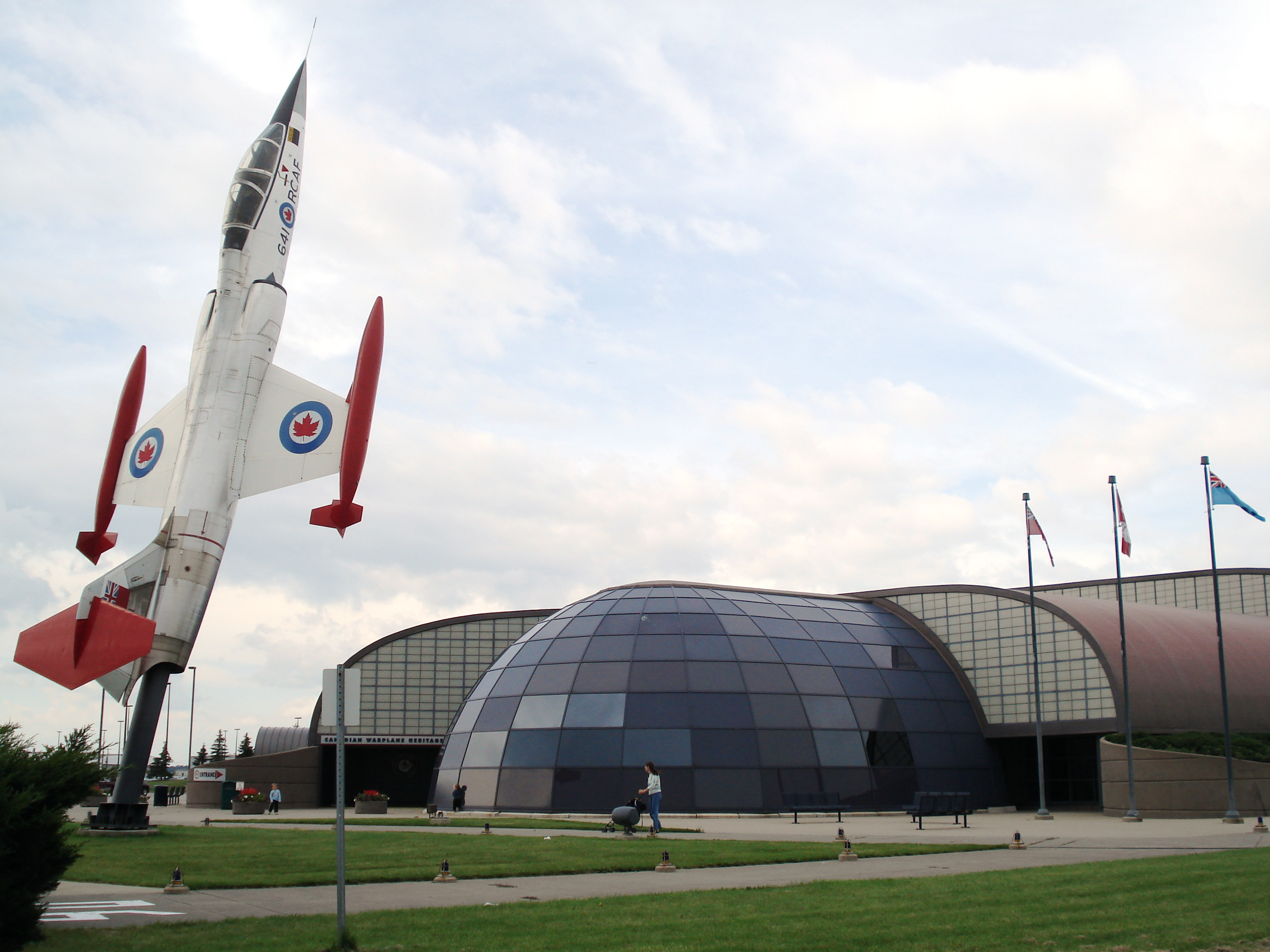
加拿大战机遗产博物馆

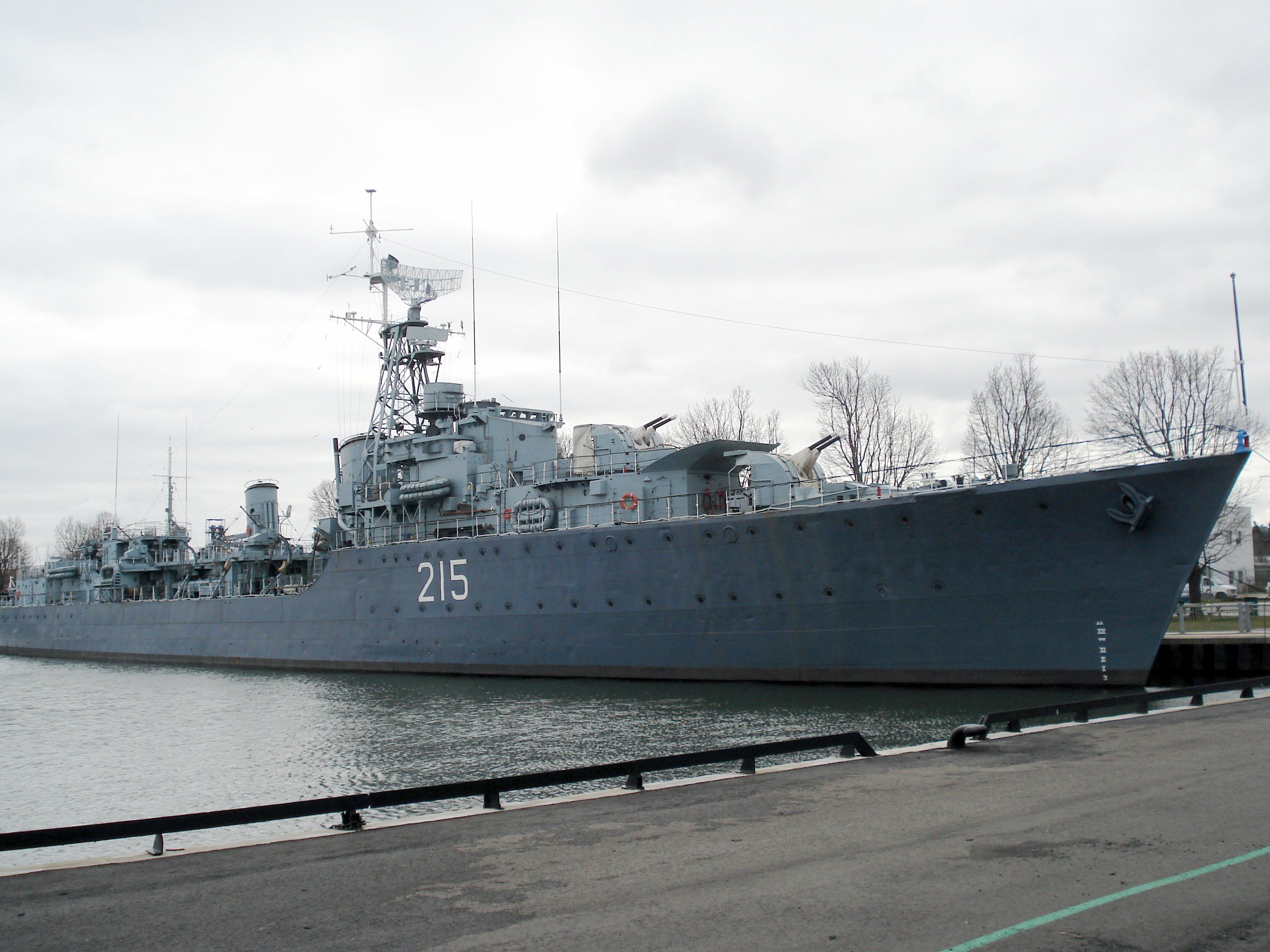
加拿大最著名軍艦 HMCS Haida (G63)

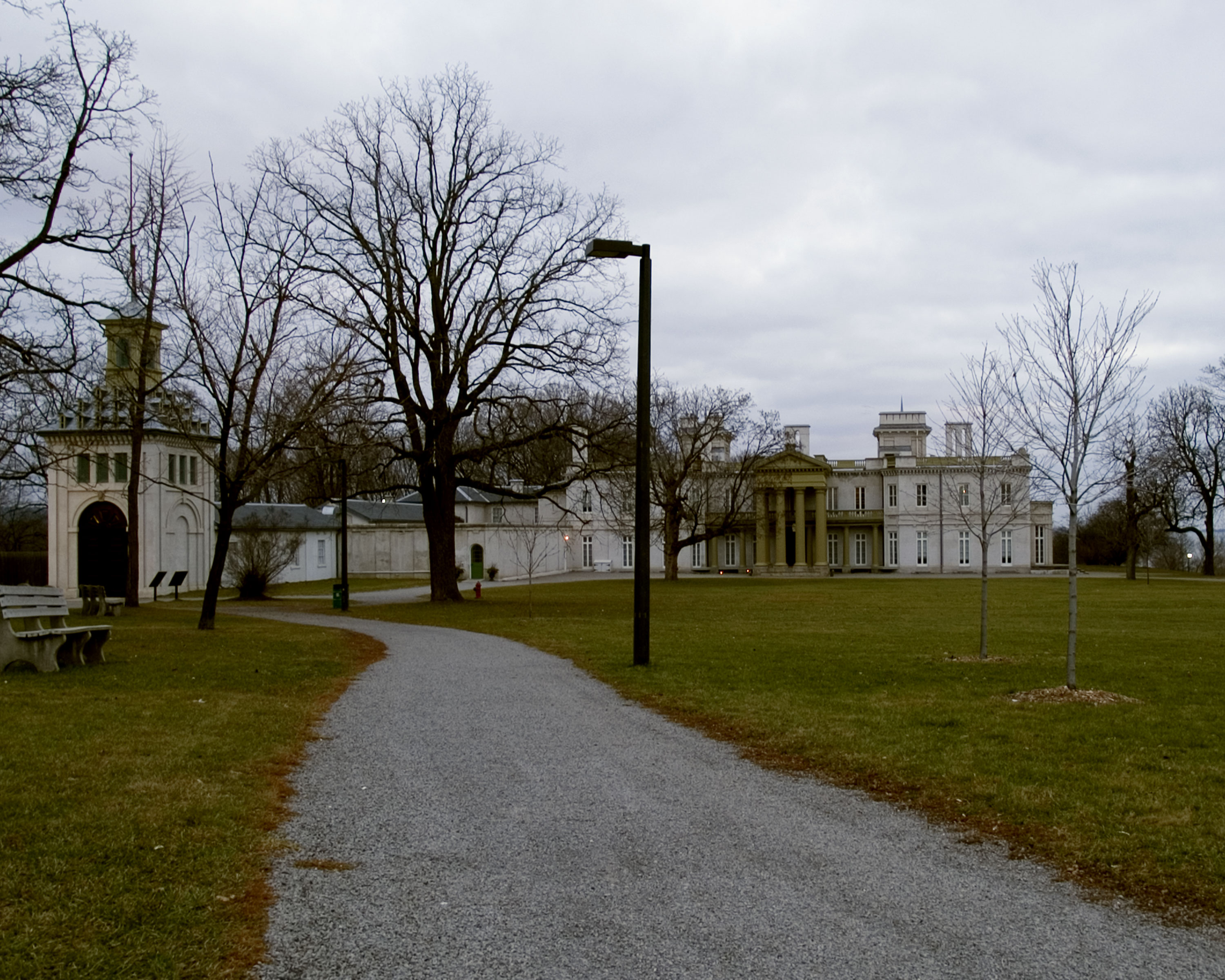
当顿古堡

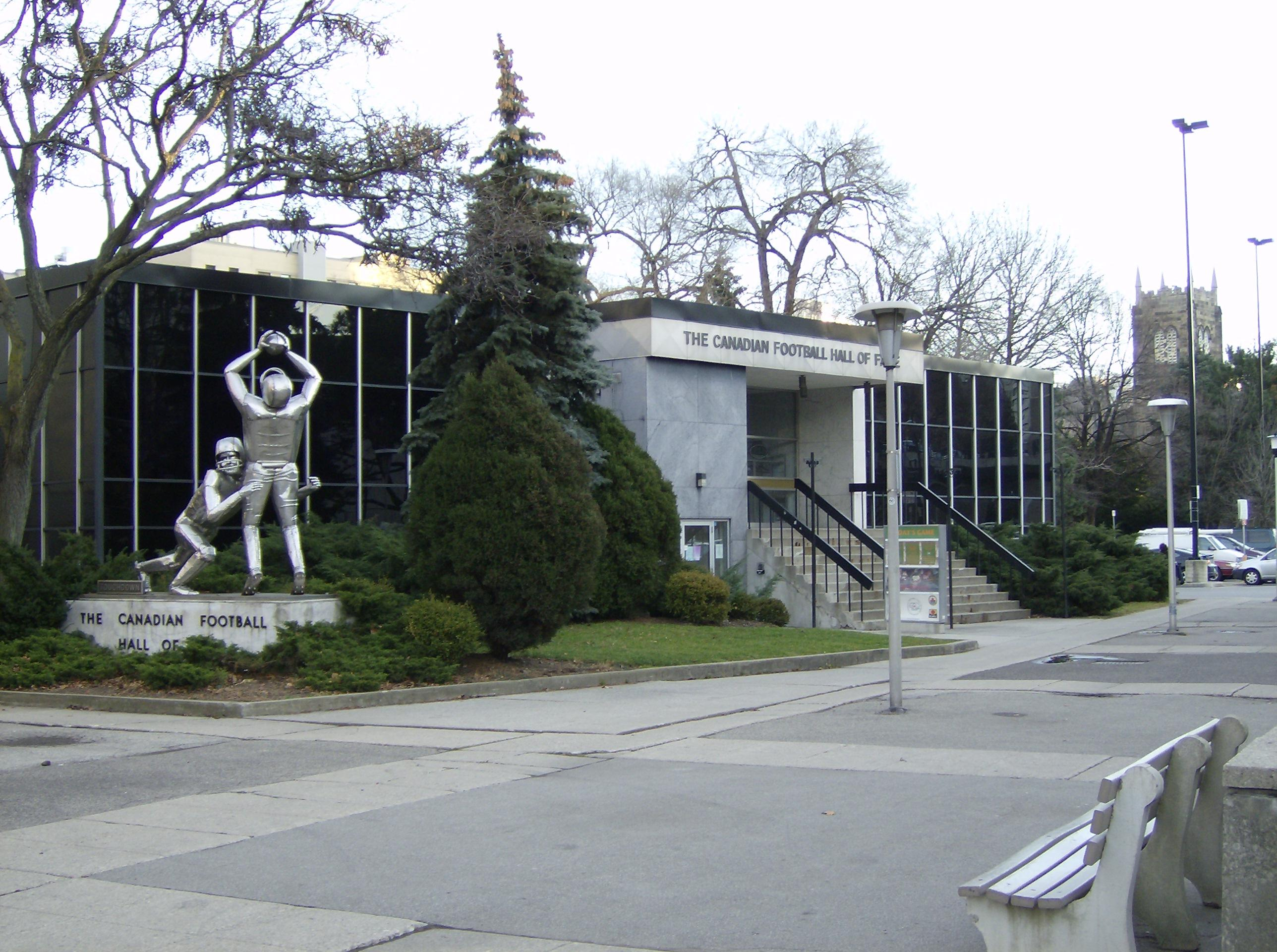
加拿大加式足球名人堂博物馆

汉密尔顿擁有獨特的歷史及社會背景，亦因此帶來了不少有趣的景點。除了上文提及過的加拿大戰機遺產博物館（Canadian Warplane Heritage Museum）外，還有展出加國最著名軍艦 HMCS Haida (G63) 的博物館、上加拿大首相 Sir Allan MacNab 曾入住的 当顿古堡、麥克馬斯特大學內的核子反應堆（McMaster Nuclear Reactor, MNR）、堪稱「園藝樂園」的皇家植物園（Royal Botanical Gardens）、加拿大橄榄球名人堂博物館（Canadian Football Hall of Fame Museum）、野生動物園 非洲野生动物园 及天主教大教堂 基督君王主教座堂。

### 藝術
近年市內藝術文化活動的發展已引來媒體對汉密尔顿的注意。2006年，《環球郵報》一篇文章更提出 "Go West, Young Artist"，點出年青藝術家在汉密尔顿的發展空間。
占士街是汉密尔顿歷史最悠久的社區之一，街上除了咖啡室及餐廳林立外，亦滿佈藝術館、展覽館等。2006年，The Factory: Hamilton Media Arts Centre 在北占士街開幕，與同在街上，運作了30多年的 Hamilton Artist Inc. 可謂互相輝影。每月的第二個星期五，在北占士街上都有個名為 "James North Art Crawl" 的交流活動，吸引不少遊人前往欣賞。占士街以外，Locke Street 及 King Street 等都是開了很多藝術展覽廳的地方。至於市中心方面，主要有開在 Rebecca Street 上的 Downtown Arts Centre以及 Community Centre for Media Arts (CCMA)。其他市內藝術館包括:
- 1914年開幕的「汉密尔顿藝術館」(the Art Gallery of Hamilton) 是目前安省第三大公立藝術館。館內藏有約8,500件藝術品，當中又以19世紀歐洲、加拿大歷史及當代加拿大三個範疇的作品為主。[54]
- 1967年，在麥克馬斯特大學開設的藝術館藏有6000多件藝術作品，當中包括歷史展品、當代作品及一系列 Herman Levy 的印象派繪畫。[55]

### 音樂
汉密尔顿除孕育出一眾在當地知名的音樂家外，亦曾5度舉辦為表揚加拿大音樂家而設的朱諾獎頒獎典禮。另外自1975年起，由西捷航空贊助的全國最大型免費音樂盛事 The Festival of Friends 音樂節每年都在 Gage Park 上演。除此之外，每逢夏季在市內不同地方，如Gore Park、Whitehern Museum、Initernational Village、Sam Lawrence Park、 及 Hamilton Farmer's Market 等都會上演好幾場免費音樂會。

### 大型節慶
自1960年代起，汉密尔顿每年都舉辦大大小小不同的文化活動及工藝展覽會。除上文提及的 Festival of Friends 外，還有2007年便有40年歷史的 The Winona Peach Festival。這個以飲食為主題的節慶活動提供一連串免費娛樂給大眾參與，此外會場亦設有工藝品展覽、遊樂園地、選美及「老爺車」(vintage vehicles)展覽等。由於節目豐富，The Winona Peach Festival 就曾4度被 Festivals and Events Ontario 選為「安省50大節慶」（Top 50 Ontario Festivals）之一。2006年入場人數高達23萬人次，更吸引西紐約州地區的遊客前來。其他大型節慶活動還包括：
- 「芥末節」（Mustard Festival）：汉密尔顿擁有全世界最大的芥末磨坊。每年在 Ferguson Avenue 上，位於 Ferguson Station 的 International Village 都會舉辦一個以夏日飲食為主的節日活動。會場內有藍調及爵士樂表演。
- Tastes of Downtown：每年春季都有個由 Downtown B.I.A. 發起，市中心約20間餐廳參與的飲食界步行籌款活動。
- Great Lakes Expo7：每年春季，為期3日，在 Bayfront Park 及 Pier 4 Park 舉辦的 Great Lakes Expo7 是個適合闔家參與的免費活動，目的在於提高人們保護五大湖湖水的意識和灌輸有關方面的學問。會場除了設有 Adventure Zone、Enviro Zone、Kid's Zone 等主題展覽及遊樂場外，還提供餐飲服務及工藝品展銷場地。
- 皇家植物園全年都有不同主題的節慶活動，詳情可參與其官方網站。
- Spring Blooms on Locke：每年春日，在 Locke Street 上都有個以冬季結束為主題的籌款活動，所得款項則捐贈予患病兒童。而每年9月，同在Locke Street 上，則有個名為 Locke Street Festival 的飲食、遊藝節慶活動。

### 娛樂及會議設施

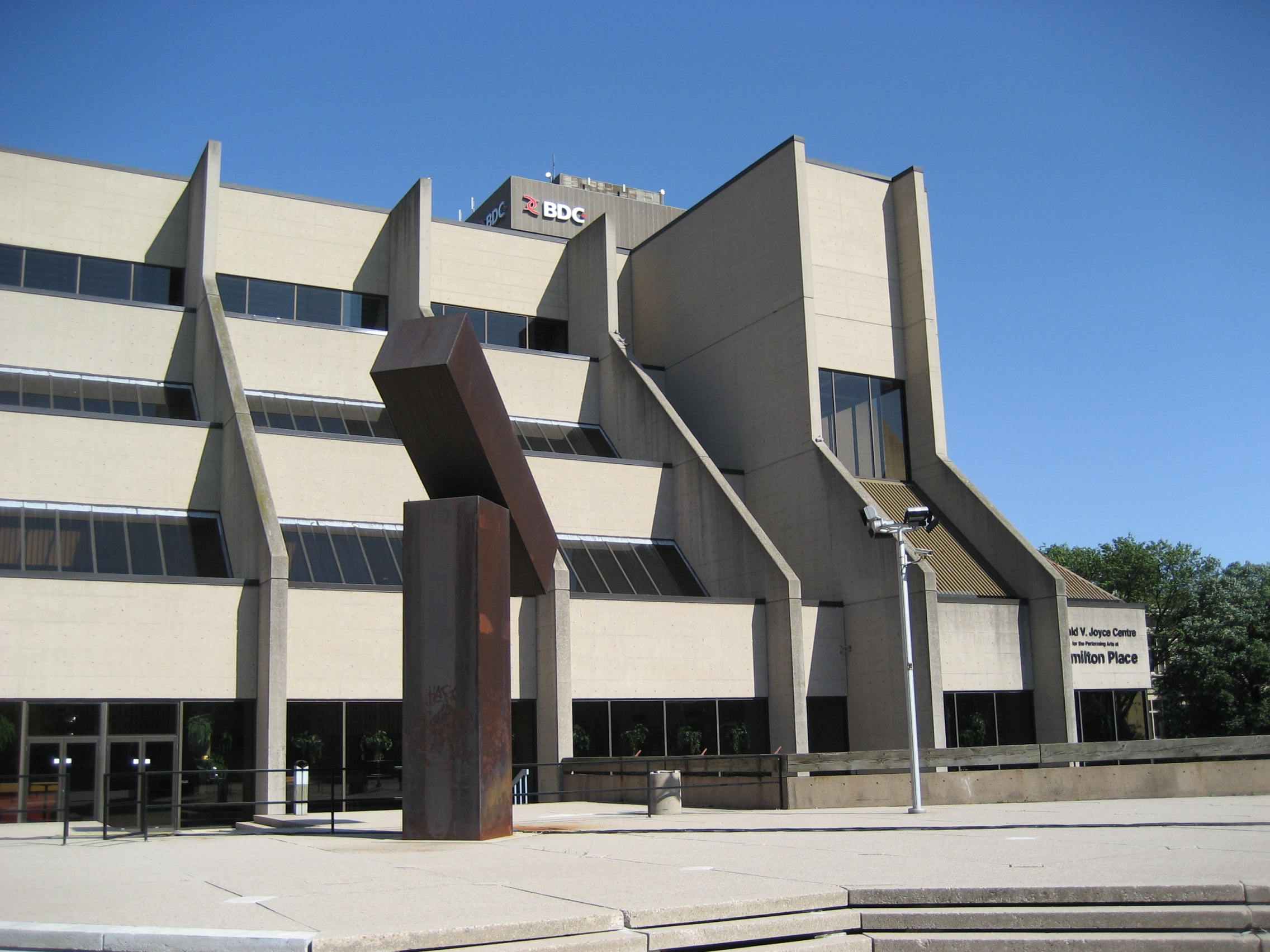
Hamilton Place

汉密尔顿娛樂及會議設施（Hamilton Entertainment and Convention Facilities, HECFI）是個營運市內大型文娛活動及會議場地的組織，當中又以備有17,500座位的第一安大略中心為最大型。該座體育館自1996年起一直是冰上曲棍球隊 哈密尔顿斗牛犬 的主場館，同時亦有多項體育、商業及表演活動在這裡舉行。著名歌手及樂隊如U2、洛·史都華及史密斯飛船就曾在此地表演過。而位於第一安大略中心附近的 Hamilton Place 則是汉密尔顿管絃樂團 (Hamilton Philharmonic Orchestra) 的「主場」，音樂劇《胡桃鉗》每年都會在這裡公演。此外，一些國際著名演藝人士如湯姆·瓊斯、比尔·寇司比、霍尔與奧茲 及 比伊·康诺利 都曾在該場館表演。

### 媒體
汉密尔顿市的主要報章為《汉密尔顿觀察者報》，市內也有數間電台。該市的兩間地區電視台分別為獨立頻道CHCH-DT和隸屬宗教頻道Yes TV的CITS-DT。國內其他電視網（如加拿大廣播公司英語電視台和法語電視台、CTV、Citytv和環球電視）的訊號則源自基秦拿或多倫多，但仍可直接或透過鄰近城鎮的轉播站接收。

## 體育

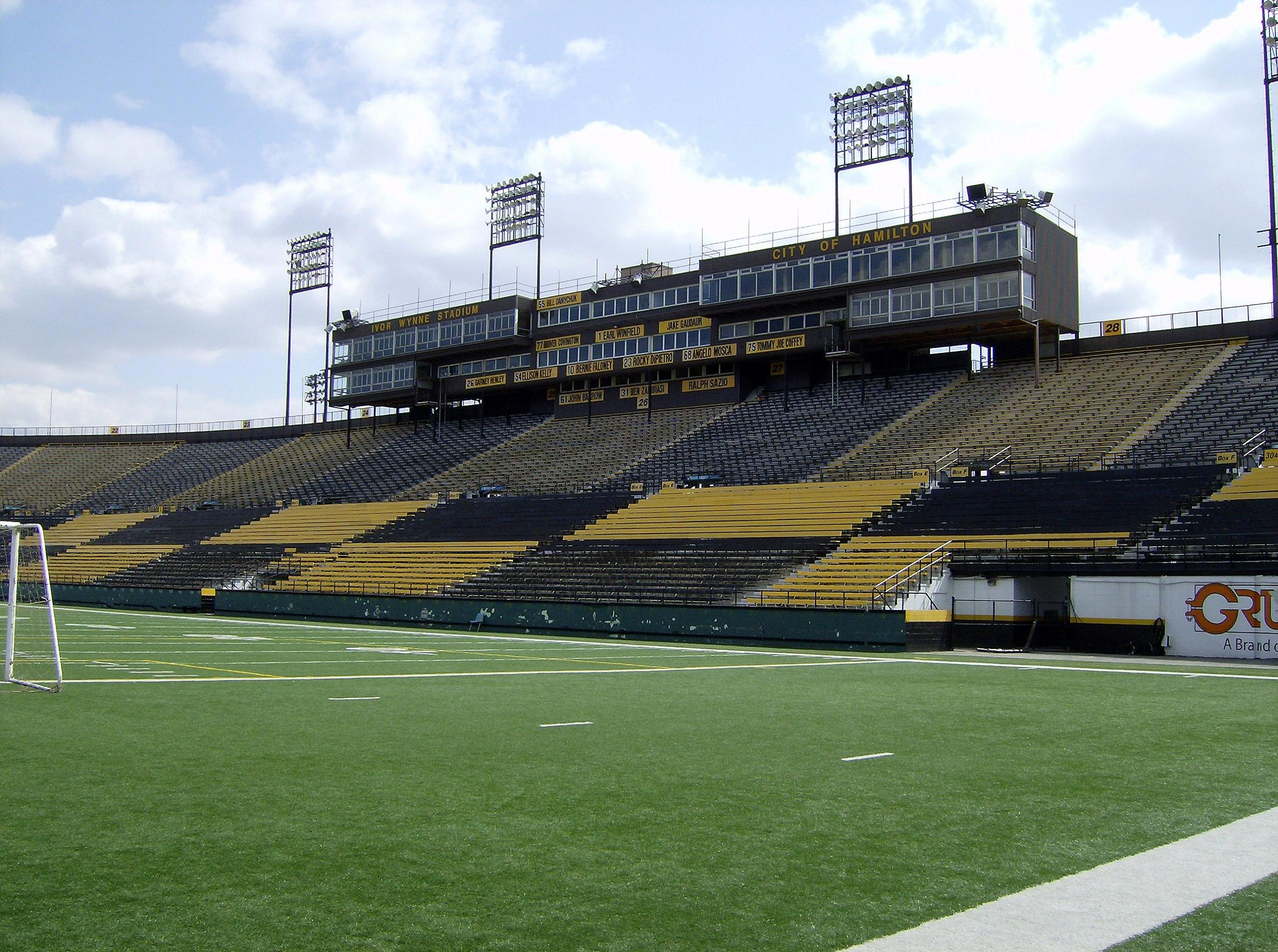
Ivor Wynne Stadium

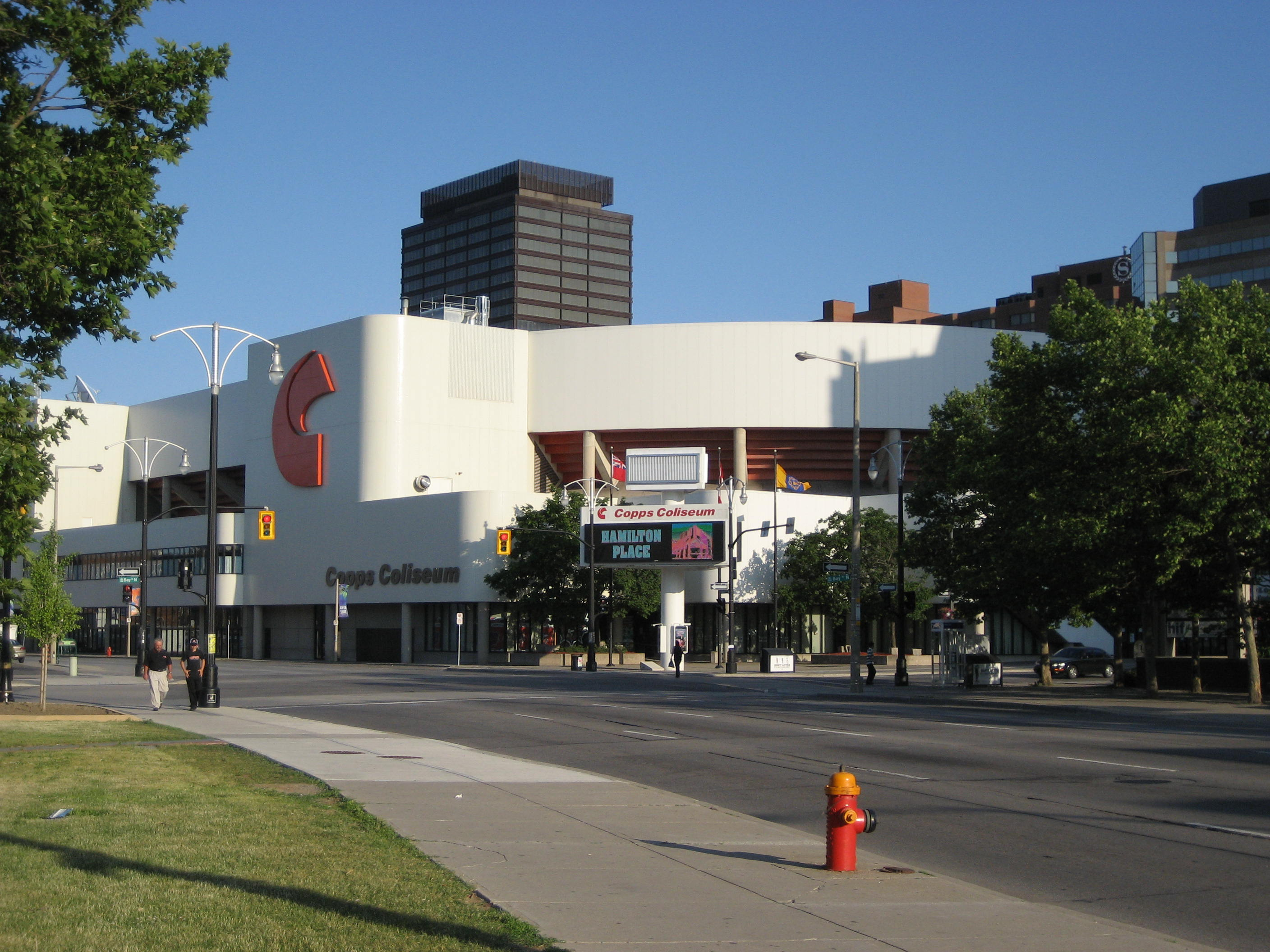
第一安大略中心

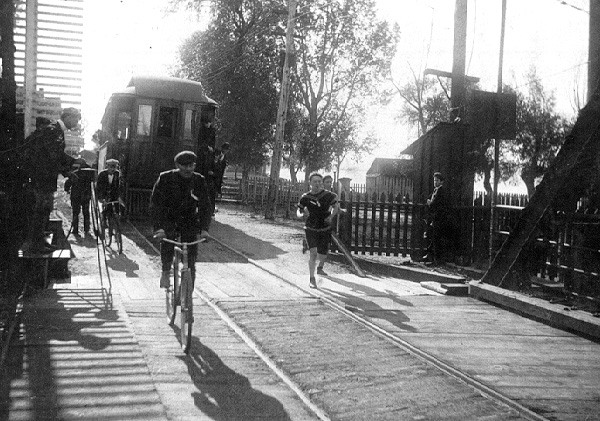
1912 舉行的 Around the Bay Race

1930年，汉密尔顿主辦有史以來首個英聯邦運動會。英聯邦運動會當時依然名為「大英帝國運動會」（British Empire Games），而該屆賽事亦是加國首個參與的大型國際體育項目。70多年後，汉密尔顿決定申辦2010年英聯邦運動會，然而最後敗給印度的新德里。
汉密尔顿兩支職業球隊咸美頓虎貓（Hamilton Tiger-Cats）及咸美頓鬥牛犬（Hamilton Bulldogs）分別代表該市出戰加拿大足球聯盟（一種近似美式足球的球類運動）及美國冰球聯盟。市內主要體育場館分別有上文提及的第一安大略中心和蒂姆·霍頓斯球場。後者為虎貓隊的主場館，於2014年落成啓用，取代於2012年關閉的艾佛榮球場（Ivor Wynne Stadium）。此外，汉密尔顿市亦是加拿大足球名人堂博物館 （Canadian Football Hall of Fame Museum）之所在地。博物館每年都選出一些傑出球員成為「名人堂」一分子，更為他們舉行為期一周的慶祝活動，其中包括學校訪問、哥尔夫球賽、一個正式為表揚他們而設的晚宴及與虎貓隊作賽。
其他有關市內體育活動的事項包括：
- 環繞汉密尔顿海灣的 The Around the Bay Road Race 賽跑。此項賽事並不是個正式的馬拉松比賽，但它卻已連續舉辦多年，在北美洲同類型的長途賽跑中歷史最悠久[56]。
- 當地報紙《汉密尔顿觀察者報》（Hamilton Spectator）舉辦的業餘觀察者報室內運動會[56]。
- 市內有兩條賽車賽道，分別為卡尤加國際賽道（Cayuga International Speedway）[60]和弗拉姆伯勒賽道（Flamboro Speedway）[61]
- 全國最快的半里騎馬賽道－弗拉姆伯勒馬場（Flamboro Downs）[62]

## 姊妹城市
汉密尔顿與位於美國密西根州的弗林特結盟。自1958年起，兩地的業餘運動員每年都在兩市輪流主辦的 Canusa Games 運動會上作賽。由1957年至今，弗林特和汉密尔顿保持著美加兩國之間最長遠的姊妹城市關係。其他與汉密尔顿結盟的姊妹城市包括：
- 美国密西根州的弗林特
- 日本廣島縣的福山市
- 中华人民共和国安徽省的馬鞍山市
- 中华人民共和国遼寧省的營口市
- 印度的門格洛尔
- 墨西哥的蒙特雷
- 義大利西西里島的拉卡尔穆托
- 美国佛羅里達州的薩拉索塔
- 加拿大魁北克省的沙威尼根
- 義大利阿布魯佐的 普拉托拉佩利尼亚

## 外部連結
| - Official website of Hamilton, Ontario（页面存档备份，存于） - 哈密爾頓官方網頁 - Hamilton International Airport（页面存档备份，存于） - 哈密爾頓國際機場 - McMaster University（页面存档备份，存于） - 麥克馬斯特大學 - Hamilton Conservation Authority（页面存档备份，存于） - 「哈密爾頓環保組織」 - Hamilton Health Sciences（页面存档备份，存于） - Official website of Hamilton Chinese-Canadian community, Ontario（页面存档备份，存于） - 哈密爾頓華人官方網頁 | - Royal Botanical Garden - 「皇家植物公園」 - Canadian Warplane Heritage Museum（页面存档备份，存于） - 「加拿大戰機遺產博物館」 - Art Gallery of Hamilton - 哈密爾頓藝術展覽館 - African Lion Safari — African Lion Safari 野生動物園 - Bruce Trail（页面存档备份，存于） - History of Hamilton - 哈密爾頓歷史 |  |